# Simon Nessman
Simon Nessman (Courtenay, 6 novembre 1989) è un supermodello canadese.

## Carriera
Simon Nessman inizia la propria carriera nel mondo della moda grazie ad un contratto ottenuto nel 2007 con la Major Model Management, a cui una amica della sorella di Nessman aveva mandato delle fotografie. Il 7 maggio 2007 compare sul sito Models.com come "modello della settimana", ed a settembre debutta sfilando a New York sulle passerelle di Narciso Rodriguez. A novembre dello stesso anno compare sull'edizione francese di Vogue insieme a Lily Donaldson, fotografati da Bruce Weber. Nel 2008 viene fotografato da Mario Testino per le campagne pubblicitarie di Dolce & Gabbana e Lord & Taylor.
Nel corso della sua carriera, Nessman ha sfilato per Dsquared², Louis Vuitton, Roberto Cavalli, Tommy Hilfiger, D&G, Emporio Armani, Michael Kors ed ha lavorato per le campagne pubblicitarie di Givenchy, John Galliano Underwear e Versace. È inoltre comparso fra gli altri in Details, V, L'Uomo Vogue, L'Officiel Hommes, Vogue Hommes International, Vogue Japan, Vogue Italia (fotografato da Steven Meisel), Vogue Russia e Vogue Francia.
Il sito Models.com ha posizionato Nessman al secondo posto nella classifica dei cinquanta modelli di maggior successo.
Nel 2012, oltre a partecipare al videoclip di Girl Gone Wild di Madonna, è il protagonista della campagna promozionale del profumo Acqua di Giò Essenza, curata da Bruce Weber, fino al 2015 quando viene sostituito dal modello americano Jason Morgan.

## Agenzie
- Major Model Management - New York
- Ford Models - Parigi
- Kult Model Agency - Amburgo
- IMM - Bruxelles
- I LOVE Models Management - Milano

## Campagne pubblicitarie
- Acqua di Giò Fragrance by Giorgio Armani (2012-2015)
- Aldo P/E (2014)
- Americana Manhasset P/E (2012) A/I (2013)
- Armani Exchange P/E (2011 e 2014)
- Armani Exchange Holiday (2013)
- Barney's New York Men's A/I (2009)
- Bergdorf Goodman P/E (2013)
- Blanco A/I (2010)
- Bottega Veneta Illusione Fragrance (2019)
- Calvin Klein A/I (2020)
- Calvin Klein Underwear A/I (2010)
- Calvin Klein Swim (2011)
- Carlo Pignatelli P/E (2011)
- Cerruti P/E (2011)
- Coach P/E (2013)
- D&G A/I (2010) P/E (2011)
- Diesel P/E (2012)
- Emporio Armani P/E (2011) A/I (2011)
- Gap P/E (2011)
- Givenchy A/I (2008-2010) P/E(2010)
- Givenchy Men P/E (2009)
- Benetton A/I (2009)
- John Galliano Underwear A/I (2009)
- Gap Holiday (2009)
- Gap Denim Summer (2011)
- Giorgio Armani P/E (2012, 2018) A/I (2012)
- GAP HELLO P/E (2012)
- H&M Authentic Collection A/I (2011)
- H&M Autumn Meets Winter A/I (2011)
- Michael by Michael Kors A/I (2011)
- H&M Express Yourself A/I (2011)
- H&M Winter A/I (2012)
- H&M P/E (2012)
- Hugo Boss Watches (2019)
- Versace P/E (2010)
- Frankie Morello P/E (2010)
- Lanvin for H&M A/I (2010)
- Loro Piana P/E (2019)
- Macy's (2010)
- Massimo Dutti A/I (2019) P/E (2020)
- Michael Kors P/E (2011-2012 e 2014) A/I (2011-2013)
- Michael Kors Holiday (2012-2013)
- Michael Kors Resort (2014)
- Michael Kors Eyewear (2012)
- Michael Kors Fragrance and Beauty Collection (2013-presente)
- New Man P/E (2010)
- North Sails P/E (2019)
- Nicole Farhi P/E (2010)
- Massimo Dutti Sport A/I (2011)
- Michael Kors Cruise (2012)
- Polo Ralph Lauren Holiday (2017,2020)
- Ralph Lauren Rugby (2008-2010)
- Ralph Lauren Rugby Winter (2008)
- Ralph Lauren The Big Pony Collection (2010-2011)
- Sandro P/E (2019)
- Sisley A/I (2014)
- Victorinox P/E (2010)
- YSL short film (2010)